# Praça de São Paulo
Die Praça de São Paulo ist ein Platz in der Stadtgemeinde Misericórdia der portugiesischen Hauptstadt Lissabon. Er öffnet sich südlich der Rua de São Paulo.
Das Bild des rechtwinkelig angelegten Platzes wird bestimmt von der Fassade der Igreja Paroquial de São Paulo an der Westseite, die im 17. Jahrhundert errichtet und nach dem Erdbeben von 1755 neu aufgebaut wurde. Im Zentrum des Platzes befindet sich der obeliskförmige Chafariz do Largo de São Paulo. An der östlichen Seite wurde zu Beginn des 20. Jahrhunderts der Quiosque no Largo de São Paulo errichtet.